# Theo Pagel
Theodor Bernhard Pagel (* 14. Januar 1961 in Duisburg) ist ein deutscher Zoologe. Seit 2007 ist er Direktor des Kölner Zoos.

## Leben
Pagel studierte an der Universität Duisburg, später an der Heinrich-Heine-Universität Düsseldorf Biologie, Geographie und Pädagogik auf Lehramt. Er schrieb seine Abschlussarbeit in Zoologie zum Thema Verhaltensstudien an Pinselzungenpapageien.
Seit 1991 ist Pagel beim Kölner Zoo angestellt. Die dortige Einrichtung gilt als besonders progressiv. Pagel arbeitete zunächst als Kurator für Vögel, Nagetiere, Huftiere, Raubtiere sowie das Tropenhaus. Zwischen April und Dezember 2002 leitete er zusätzlich kommissarisch das Aquarium. Als Kurator gelangen ihm einige außerordentliche Nachzuchten, so u. a. die Zucht von Zwergpinguinen oder der asiatischen Schmuckpitta. Für den Zuchtbericht Keeping and breeding of the Elegant Pitta über letztere Vogelart erhielt er 2000 den Dulcie Cook Award der Avicultural Society.
Pagel gründete das Europäische Erhaltungszuchtprogramm (EEP) für den Balistar (Leucopsar rothschildi) und für das Europäische Zuchtbuch (ESB) des Erzloris (Lorius domicella). Von 1999 bis 2007 leitete er das von ihm gestartete Naturschutzprojekt in Phong Nha-Ke Bang in Vietnam, in dem er 2004 gemeinsam mit der Zoologischen Gesellschaft Frankfurt (ZGF) und dem Endangered Primate Rescue Center (EPRC) in Cuc Phuong, Vietnam, ein Programm zur Auswilderung von Primaten initiierte.
Pagel wurde 2007 Nachfolger Gunther Nogges als Kölner Zoodirektor. Gemeinsam mit seinem Vorstandskollegen Christopher Landsberg modernisierte er den Kölner Zoo und baute ihn aus. Ziel ist es, den Besuchern moderne Unterhaltungs- und Freizeitangebote mit hohem Erlebniswert zu bieten, die pädagogisch zeitgemäß für den Wert und Erhalt einer intakten Natur und Umwelt sensibilisieren. So eröffnete 2010 der Hippodom, der einer afrikanischen Flusslandschaft nachempfunden ist, und 2014 der Clemenshof mit Streichelzoo. Auch die Anlagen für die Großen Ameisenbären, die Bantengs und die Roten Pandas, Zoorestaurant, Zooshop und Zooschule sowie der Spielplatz wurden in Pagels Amtszeit neu gebaut.
Pagel hat seit 2007 einen Lehrauftrag an der Universität zu Köln inne. 2016 wurde er von der Mathematisch-Naturwissenschaftlichen Fakultät der Universität zu Köln zum Honorarprofessor ernannt.
Außerdem ist er als Sachverständiger tätig, so u. a. für das Bundesamt für Naturschutz und das Bundesministerium für Ernährung und Landwirtschaft. Pagel ist Mitglied der Conservation Planning Specialist Group (CPSG) und der Asian Elephant Specialist Group (AsESG) der Weltnaturschutzunion (IUCN).
Pagel ist verheiratet und hat zwei Kinder.
Im Jahr 2023 wurde er für seine Artenschutzarbeit mit dem nach Wolfgang Kiessling benannten Wolfgang Kiessling International Prize for Species Conservation ausgezeichnet. Der Preis war mit 80.000 US$ dotiert. 2025 wurde Pagel der Verdienstorden des Landes Nordrhein-Westfalen verliehen.

## Verbandsarbeit
1988 war er Redakteur der AZ-Nachrichten, der Vereinszeitschrift der Vereinigung für Artenschutz, Vogelhaltung und Vogelzucht (AZ) und bekleidete von 1998 bis 2006 das Amt des Präsidenten.
Er wurde im November 2019 im argentinischen Buenos Aires zum Präsidenten der World Association of Zoos and Aquaria (WAZA) gewählt. Theo Pagel steht damit an der Spitze des einflussreichen Dachverbands aller wissenschaftlich geführten Zoos der Welt. Zu seinen Hauptzielen zählt es, die rund 700 Millionen Menschen weltweit, die pro Jahr zoologische Gärten besuchen, noch stärker für Umwelt- und Naturschutz und den Erhalt der Artenvielfalt zu sensibilisieren. Er will den Ausbau international abgestimmter Erhaltungszuchtprogramme vorantreiben und die Standards von Zoos noch stärker vereinheitlichen. Ein weiteres Ziel ist es, Zoos bei der wachsenden Zusammenarbeit mit internationalen Naturschutzorganisationen eine noch stärkere Stimme zu geben. Seine Arbeit für den Kölner Zoo setzt er uneingeschränkt fort.
Pagel ist außerdem im Vorstand der European Association of Zoos and Aquaria (EAZA). Im Verband der Zoologischen Gärten (VdZ) war Pagel von 2013 bis 2016 Präsident. Während seiner VdZ-Präsidentschaft verlagerte er den Sitz der Geschäftsstelle ins Berliner Haus der Bundespressekonferenz und stellte den Verband zusammen mit seinen VdZ-Vorstandskollegen inhaltlich und personell neu auf.

## Kontroverse
Am 25. August 2012 erschoss Pagel einen Tiger, der zuvor eine Tierpflegerin angegriffen und getötet hatte. Er handelte auf Anweisung der Polizei, da man hoffte, das Leben der Tierpflegerin retten zu können. Das anschließende Ermittlungsverfahren wegen fahrlässiger Tötung in Zusammenhang mit dem Tod der Tierpflegerin wurde eingestellt. Die Staatsanwaltschaft befand, dass die Sicherheitsvorkehrungen ausreichend waren und Pagel in seiner Position als Chef des Kölner Zoos kein Organisationsverschulden anzulasten ist.

## Dedikationsnamen
2011 benannte der Herpetologe Thomas Ziegler die neu entdeckte laotische Gekkoart Cyrtodactylus pageli nach Theo Pagel.

## Bücher
- Pagel, T. (1998): „Loris: Freileben, Haltung und Zucht der Pinselzungenpapageien“, Ulmer Verlag, Stuttgart[12]
- Pagel, T. & Reckewitz, M. (2010).: „Der Kölner Zoo: Begeistert für Tiere“, Bachem, Köln[13]
- Pagel, T. & Marcordes, B. (2011): „Exotische Weichfresser“, Ulmer Verlag, Stuttgart[14]
- Pagel, T. (2015): „Kölner Zoo – Wie geht das?“, Bachem, Köln[15]
- Pagel, T. & Batstone, B. (2018): „111 Dinge, die man über Elefanten wissen muss“, Emons, Köln[16]
- Pagel, T. & Schütt, C. (2020): „111 Geschichten aus dem Kölner Zoo, die man kennen muss“, Emons, Köln[17]

## Filmographie
- „Tierisch Kölsch – Geschichten aus dem Domstadt-Zoo“, Zoo-Doku-Soap des ZDF, die von 2006 bis 2010 in neun Staffeln ausgestrahlt wurde. Ergänzend zur Fernsehserie wurde das Buch „Tierisch Kölsch. Das Buch zur großen ZDF-Serie“ veröffentlicht. Es berichtet über die Dreharbeiten. Autoren sind Katrin Buhbut und Sabine Griesche.[18]
- „150 Jahre Kölner Zoo – Die Hippos vom Rhein“, 2010, Buch und Regie: Herbert Ostwald // Kamera: Stefan Nowak // Ton: Carina Richter // Schnitt: Jan Wilm Schmülling // Musik: Stefan Döring // Herstellungsleitung: Oliver Gontram // Produzent: Thomas Weidenbach // Redaktion (WDR): Gabriele Conze, Birgit Keller-Reddermann (WDR-Bildung) // Eine Produktion der LÄNGENGRAD Filmproduktion GmbH, Länge: 30 min, 45 min[19]
- „Das unglaubliche Quiz der Tiere“, 2007 bis 2011, 19 Folgen, ARD, Frank Elstners Spielshow über tierisches Wissen mit verblüffenden Fragen und überraschenden Antworten, Theo Pagel ist Studio- und MAZ-Experte[20]
- „Safari-Paparazzi: Wildlife pur“, 2014 und 2017, Dokureihe auf n-tv, Theo Pagel erklärt, warum sich Tiere manchmal scheinbar unerklärlich verhalten[21]
- „Das große Schlüpfen“, 2015, Zuschauer konnten live miterleben, wie bei zahlreichen Tierarten – Vögeln, Reptilien und Insekten – Eier ausgebrütet werden und neues Leben beginnt. Moderator Johannes B. Kerner, Theo Pagel fungiert als Studioexperte[22]
- „Theos Tierwelt: Neue Arten braucht die Welt“, 2016, Buch und Regie: Herbert Ostwald // Kamera: Erik Sick // Ton: Bastian Barenbrock // Schnitt: Isabelle Albert // Musik: Stefan Döring // Tonschnitt: Maximilian Dederichs // Tonmischung: Alexander Weuffen // Farbkorrektur: Dany Schelby // Produktionsassistenz: Katja Sträter // Herstellungsleitung: Oliver Gontram // Produzent: Thomas Weidenbach // Redaktion (WDR): Gabriele Conze // Eine Produktion der LÄNGENGRAD Filmproduktion GmbH, Länge: 30 45 min in HD[23]
- „Theos Tierwelt: Die Arche vor der Haustüre“, 2016, Buch und Regie: Herbert Ostwald // Kamera: Erik Sick // Ton: Ralf Weber, Willmont Schulze // Schnitt: Isabelle Albert // Musik: Stefan Döring // Tonschnitt: Maximilian Dederichs // Tonmischung: Alexander Weuffen // Farbkorrektur: Dany Schelby // Produktionsassistenz: Katja Sträter // Herstellungsleitung: Oliver Gontram // Produzent: Thomas Weidenbach // Redaktion (WDR): Gabriele Conze // Eine Produktion der LÄNGENGRAD Filmproduktion GmbH, Länge: 30 45 min in HD[23]
- „Rettet die Elefanten! – Unser Zoo hilft auf Sri Lanka“, 2018, Reportage von Sven Lorig und Thomas Schindler mit Theo Pagel als Experte vor Ort[24]
- „Dschungel in der Stadt: Der Kölner Zoo.“, 2019, Buch und Regie: Herbert Ostwald WDR, WDR[25]
- „Theos Tierwelt: Aus dem Zoo in die Freiheit“, 2019, // Kamera: Erik Sick. Marcel Lepel, Bastian Barrenbroich // Ton: Marcel Lepel, Ralf Gromann // Schnitt: Isabelle Albert // Musik: Stefan Döring, Sebastian Hassler //Tonmischung: Alexander Weuffen //Sprecher: Philip Schepmann // Produktionsleitung: Katja Sträter // Produktionsassistenz: Laura Bleifuß // Produzenten: Thomas Weidenbach, Sarah Zierul // Redaktion (WDR): Klaus Kunde-Neimöth // Eine Produktion der LÄNGENGRAD Filmproduktion GmbH, Länge: 30 45 min in HD[26]